# USS Saratoga (CV-3)
De USS Saratoga (CV-3) was een Amerikaans vliegdekschip van de Lexingtonklasse. Het schip deed dienst tijdens de Tweede Wereldoorlog en is in 1946 bij atoombomproeven bij Bikini gezonken.

## Specificaties
Het schip werd voortgedreven met vier schroeven en aangedreven door zestien stoomketels. Als bewapening had het vier 203 mm-kanonnen en achtentwintig luchtafweerkanonnen. Dit waren eerst 28 mm-kanonnen, die later werden vervangen door 40 mm-kanonnen. Ook waren er 12,7 mm-mitrailleurs. Het vliegdekschip kon meer dan 80 vliegtuigen dragen en was voorzien van twee vliegtuigliften en een vliegtuigkatapult.

### Vliegtuigen
- Grumman F2F
- Boeing F4B
- Vought SBU Corsair
- Vought O2U Corsair
- Grumman F6F Hellcat
- Grumman TBF Avenger
- Grumman JF Duck

## Operationele geschiedenis
In 1928 voer de Saratoga van Philadelphia naar San Pedro (Californië) om daar deel te nemen aan oefeningen in de Grote Oceaan. Op het ogenblik van de aanval op Pearl Harbor in 1941 bevond het schip zich in een droogdok in San Diego. Het was opnieuw operationeel op 15 december 1941. Het nam deel aan de Slag om Guadalcanal in 1942 en was betrokken in gevechten bij Nieuw-Guinea, de Gilberteilanden, Tarawa, de Marshalleilanden, in de Indische Oceaan en bij Sumatra. Het schip overleefde verschillende Japanse luchtaanvallen en werd verschillende keren geraakt door torpedo's. In 1944 werd het schip terug naar Pearl Harbor gestuurd voor de training van piloten bij nachtvluchten. In 1945 kwam het weer in actieve dienst als onderdeel van de Fast Carrier Task Force nabij Japan. Ook bij de operatie werd het schip verschillende keren beschadigd.
Aan het einde van de oorlog had de Saratoga het record van het aantal landingen op een vliegdekschip: 98.549 in 17 jaar tijd.

## Uit dienst
Na de oorlog was de Saratoga verouderd door de komst van de Essexklasse-vliegdekschepen. In het kader van Operation Crossroads werd de Saratoga met meer dan 90 andere schepen in 1946 gebruikt voor proeven met kernbommen bij de Bikiniatol. Op 1 juli 1946 was hij doel van de vliegtuigbom Able en op 25 juli van de onderwaterproef Baker. Het wrak van het schip ligt onder water op een zandbank en is een geliefde plek voor duikers.